# Gavialinae
Gavialinae zijn een onderfamilie van krokodilachtigen (Crocodilia) uit de familie gavialen (Gavialidae). De groep wordt niet algemeen als zodanig erkend. 
Alle soorten worden gekenmerkt door zeer lange en dunne kaken. Er zijn twee bekende geslachten die in totaal worden vertegenwoordigd door elf soorten. Het geslacht Rhamphosuchus is monotypisch. De enige nog levende soort is de gaviaal (Gavialis gangeticus), die voorkomt in India. 

## Geslachten
- Geslacht Gavialis
  - † Soort Gavialis bengawanicus
  - † Soort Gavialis breviceps
  - † Soort Gavialis browni
  - † Soort Gavialis curvirostris
  - Soort Gaviaal (Gavialis gangeticus)
  - † Soort Gavialis hysudricus
  - † Soort Gavialis leptodus
  - † Soort Gavialis lewisi
  - † Soort Gavialis pachyrhynchus
- † Geslacht Rhamphosuchus
  - † Soort Rhamphosuchus crassidens